# 諾斯菲爾德 (肯塔基州)
諾斯菲爾德（英語：Northfield）是一個位於美國肯塔基州傑佛遜縣的城市。

## 地方資料
根據2020年美國人口普查的數據，諾斯菲爾德的面積為1.22平方千米，當中陸地面積為1.22平方千米，而水域面積為0.00平方千米。當地共有人口991人，而人口密度為每平方千米812.3人。